# The Living Infinite
 (juin 2016).
Si vous disposez d'ouvrages ou d'articles de référence ou si vous connaissez des sites web de qualité traitant du thème abordé ici, merci de compléter l'article en donnant les références utiles à sa vérifiabilité et en les liant à la section « Notes et références ».
Albums de Soilwork
The Panic Broadcast
(2010) Beyond the Infinite
(2014)
The Living Infinité est le neuvième album studio par le groupe suédois de death metal mélodique Soilwork, sorti le 27 février 2013 en Asie, le 1er mars 2013 en Europe, le 4 mars 2013 au Royaume-Uni et le 5 mars 2013 aux États-Unis. Il s'agit du premier double album du groupe.
C'est également le premier album de Soilwork avec le nouveau guitariste David Andersson, le guitariste fondateur Peter Wichers ayant quitté Soilwork pour la seconde fois en 2012. C'est également le dernier album avec le bassiste de longue date Ola Flink qui s'est éloigné juste avant le début de l'enregistrement de l'album suivant, The Ride Majestic.

## Liste des titres
CD 1
1. Spectrum of Eternity
2. Memories Confined
3. This Momentary Bliss
4. Tongue
5. The Living Infinite I
6. Let the First Wave Rise
7. Vesta
8. Realm of the Wasted
9. The Windswept Mercy
10. Whispers and Lights

CD 2
1. Entering Aeons
2. Long Live the Misanthrope
3. Drowning With Silence
4. Antidotes in Passing
5. Leech
6. The Living Infinite II
7. Loyal Shadow (instrumental)
8. Rise Above the Sentiment
9. Parasite Blues
10. Owls Predict, Oracles Stand Guard